# Lamprops multifasciatus
Lamprops multifasciatus is een zeekommasoort uit de familie van de Lampropidae. De wetenschappelijke naam van de soort is voor het eerst geldig gepubliceerd in 1937 door Zimmer.